# Okręg Redon
Okręg Redon (fr. Arrondissement de Redon) – okręg w północno-zachodniej Francji. Populacja wynosi 96 500.

## Podział administracyjny
W skład okręgu wchodzą następujące kantony:
- Bain-de-Bretagne,
- Grand-Fougeray,
- Guichen,
- Sel-de-Bretagne,
- Maure-de-Bretagne,
- Pipriac,
- Redon.